# Нікола Чавлина
Нікола Чавлина (хорв. Nikola Čavlina, нар. 2 червня 2002, Загреб, Хорватія) — хорватський футболіст, воротар клубу «Локомотива» та молодіжної збірної Хорватії.

## Ігрова кар'єра

### Клубна
Нікола Чавлина є вихованцем футбольних академій загребських клубів «Локомотива» та «Динамо». У 2015 році він приєднався до молодіжної команди «Динамо». У вересні 2020 року Чавлина підписав з клубом професійний контракт. Але стати гравцем першої команди воротар так і не зумів, виступаючи лише за другий склад «Динамо».
І влітку 2022 року Чавлина повернувся до свого першого клуба «Локомотиви». І в серпні воротар дебютував на професійному рівні.

### Збірна
У 2023 році Нікола Чавлина був внесений до списку молодіжної збірної Хорватії для участі у молодіжному чемпіонаті Європи. Але на турнірі Чавлина на поле не виходив, був присутній резервним воротарем.

## Титули
Динамо (Загреб
 Чемпіон Хорватії: 2021/22